# Mastino II. della Scala

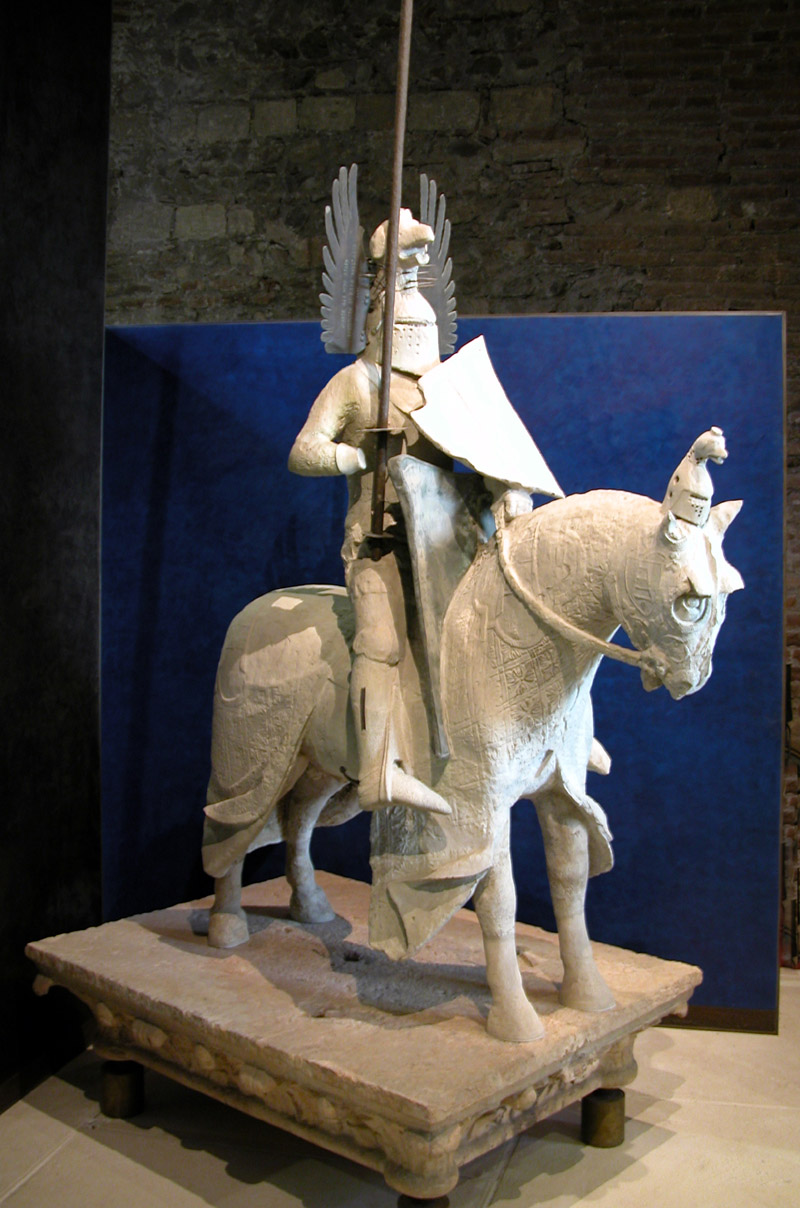
Reiterstandbild von Mastino II. Das ursprünglich an der Spitze seines Grabmals angebrachte Standbild ist im Castelvecchio aufbewahrt

Mastino II. della Scala (* 1308; † 3. Juni 1351 in Verona) war Herr von Verona und Vicenza. Er war zwischen 1329 und 1351 der fünfte Herrscher aus der Signoria der Scaliger und regierte zusammen mit seinem älteren Bruder Alberto II. della Scala. Unter seiner Regentschaft erreichte das den Scaligern unterstehende Herrschaftsgebiet seine größte territoriale Ausdehnung, erlebte aber auch den Beginn seines Niedergangs.

## Leben
Mastino II. war der zweitgeborene Sohn von Alboino della Scala und Beatrice da Correggio. Er wurde, wie sein Bruder Alberto II. erstmals 1312 urkundlich erwähnt. In etwa zur gleichen Zeit wurde seine Hochzeit mit einer Tochter von Guecellone VII. da Camino vereinbart, die allerdings nicht zustande kam. Aus seiner Kindheit ist fast nichts bekannt. Nach dem Tod seines Vaters 1311 stand er im Schatten seines Onkels Cangrande I., der 1318 seine Hochzeit mit Taddea da Carrara, Tochter des Herrn von Padua, Giacomo I. da Carrara, arrangierte.
Im Streit um die Nachfolge seines aus der Ehe kinderlos gebliebenen Onkels, gelang es ihm und seinem Bruder sich 1325 gegen Federico della Scala durchzusetzen, so dass noch zu Lebzeiten Cangrandes I. die Nachfolge der beiden Brüder geregelt war. Drei Jahre später fand am 1. September 1328 seine zehn Jahre zuvor vereinbarte Hochzeit mit Taddea di Carrara statt. Mit der Hochzeit fanden die Verhandlungen zwischen Cangrande I. und Marsilio da Carrara um die Übernahme der Signoria von Padua durch den Scaliger ihren Abschluss. Sechs Tage später zog Cangrande I. als neuer Herr von Padua in die Stadt ein. Im November des gleichen Jahres wurde Mastino II. im Rahmen der Feiern über die Inbesitznahme Paduas zum Ritter geschlagen.

### Signoria
Einen Tag nach dem Tod Cangrandes I. traten Mastino II. und Alberto II. das Erbe ihres Onkels an und übernahmen am 23. Juli 1329 die Regentschaft. Mastino II. spielte in der de jure gleichberechtigten Doppelregentschaft die dominantere Rolle, auch wenn Alberto II. nicht vollständig im Schatten seines jüngeren Bruders stand. Um keine Zweifel an der Legitimierung der Herrschaft aufkommen zu lassen, ließ Mastino II. mit Bartolomeo und Ziliberto zwei der vier unehelichen Söhne Cangrandes im Dezember 1329 wegen angeblicher Verschwörung verhaften und lebenslänglich einsperren, nachdem sie sich geweigert hatten, die Regentschaft anzuerkennen. In der Folge machte niemand mehr aus der Familie die Regentschaft der beiden Brüder streitig.

#### Territoriale Expansion
Außenpolitisch setzte Mastino II. zunächst die Politik seines Onkels fort. Gestützt auf die gefestigte Freundschaft mit Mantua, in der Stadt am Mincio war 1328 Rinaldo dei Bonacolsi mit Hilfe der Scaliger von Luigi I. Gonzaga abgesetzt worden, und mit dem 1330 abgeschlossenen Bündnis mit den Este in Ferrara im Rücken, wandte sich Mastino II. mit seinen Expansionsplänen der Lombardei zu. Im Sommer 1330 gelang es ihm das Herrschaftsgebiet auf die Westküste des Gardasees und nördlich von Brescia im Val Sabbia auszudehnen. Bald geriet er allerdings in Konflikt mit König Johann von Böhmen, der im Oktober 1330 mit einem kleinen Ritterheer über die Alpen gezogen war und eigene Pläne in Oberitalien verfolgte. Um den Italienzug des Luxemburgers Einhalt zu gebieten, schloss sich der Scaliger mit den Gonzaga, Este, Visconti und Florenz 1332 im Bund von Ferrara zusammen, dem ein Jahr zuvor der Bund von Castelbaldo vorausgegangen war. Im gleichen Jahr besetzte ein Scaliger-Heer Brescia, das sich 1331 dem böhmischen König unterworfen hatte und auf das die Scaliger nach der Einnahme durch den von ihnen unterstützten Kaiser Heinrich VII. 1311 vergeblich gehofft hatten. Anschließend unterstützte Mastino II. noch die Inbesitznahme Bergamos durch den Verbündeten Azzo Visconti.
Der Konflikt mit König Johann, der von Papst Johannes XXII. unterstützt wurde, dauerte mit wechselndem Kriegsglück bis zum Abschluss eines Waffenstillstands in Castelnuovo im Juli 1333 an. Nach dem Abzug des böhmischen Königs im Oktober 1333 setzte sich Mastino II. zusammen mit Florenz für die Wiederaufnahme der Kämpfe ein. Im Januar 1334 wurde in Lerici die zukünftige Aufteilung der von König Johann unterworfenen Gebiete beschlossen. Bei ihren Expansionsbestrebungen in der Toskana und der Emilia-Romagna stützte sich Mastino II. auf verbündete kleinere Herrscherhäuser, wie den da Correggio, da Camino oder den Malaspina. In mehreren zwischen 1334 und 1335 durchgeführten Feldzügen, bei denen unter anderem Cremona und Parma belagert wurden und die sowohl von ihm als auch von seinem Bruder angeführt wurden, wurde Parma nach Verhandlungen am 21. Juni 1335 schließlich kampflos an Alberto della Scala übergeben und die Regentschaft der Stadt den Correggio anvertraut. Noch im gleichen Monat fiel auch Reggio in die Hände der Scaliger, wurde aber wie vorher vereinbart den Gonzaga übergeben. Bis 1336 konnte Mastino II. zudem die Städte Lucca und Massa sowie Pontremoli in der Toskana unter seine Kontrolle bringen.
Mit der Expansion bis in die Toskana erreichte das den Scaligern unterstehende Gebiet 1336 seine größte territoriale Ausdehnung. Das Jahr 1336 stellte aber auch den Anfang vom Ende des Scaligerreiches dar. Zunächst war es nur die Republik Florenz, die sich gegen die Scaliger wandte. Ein Versuch, die vor der eigenen Haustür stehenden Veroneser auf friedliche Art und Weise loszuwerden, war im Winter 1335/36 gescheitert, als Florenz an der Übernahme von Lucca interessiert war, Mastino II. aber zunächst einen horrenden Kaufpreis von 360.000 Fiorini d’oro forderte. Nach Ablehnung der Florentiner versuchte er vergeblich Lucca im Gegenzug für die militärische Unterstützung bei der von ihm angestrebten Eroberung des von Taddeo Pepoli regierten Bologna einzutauschen. Nach dem Scheitern der Verhandlungen kam es bereits im Februar 1336 zu Scharmützeln zwischen beiden Parteien. Als Mastino II. auch die Eroberung von Pisa ins Auge fasste, um sich einen eigenen Zugang zum Meer zu verschaffen, brach der Konflikt im Sommer 1336 offen aus.

Violett hervorgehoben die unter Mastino II. 1336 erreichte größte territoriale Ausdehnung des Scaligerreiches

#### Krieg mit Florenz und Venedig
In der Zwischenzeit war es Florenz gelungen, die verstärkt auf die Terraferma blickende Republik Venedig ebenfalls von einem Krieg gegen die Scaliger zu überzeugen und als Bündnispartner zu gewinnen. Der Entscheidung Venedigs waren Handelsspannungen mit den Herren von Verona vorausgegangen, so dass Venedig nicht lange zögerte dem Bündnis zuzustimmen. Im Falle eines Sieges wurde vereinbart, dass Florenz Lucca erhalten sollte, während Venedig insbesondere an Treviso, Vicenza und Padua Interesse zeigte. Am 14. Juli 1336 wurde das Bündnis offiziell besiegelt. Kurz darauf besetzte Venedig die Stadt Oderzo, zwar gelang es Mastino II. die Stadt schnell wieder in Besitz zu nehmen, aber in der Folge sollte er sich durch eine eher hinhaltende Kriegsführung auszeichnen. So vermied er die Konfrontation in offenen Feldschlachten und versuchte vergeblich über den Cousin seiner Frau, Marsilio da Carrara, mit Venedig Verhandlungen aufzunehmen. Anfang 1337 war Mastino II. zunehmend isoliert. Im März des gleichen Jahres schlossen sich dem Bündnis gegen die Scaliger die Este und andere kleinere Signorien an. Nachdem Gespräche mit Azzo Visconti ergebnislos verlaufen waren, rückte ein von Luchino Visconti angeführtes Heer bis unter die Mauern von Verona vor. Erst nach der Zahlung einer bedeutenden Summe konnte Mastino II. einen Angriff des Söldnerheeres verhindern.
Zum entscheidenden Wendepunkt kam es am 3. August 1337, als sein Bruder Alberto II. in Padua von Marsilio da Carrara verhaftet und in Venedig eingesperrt wurde. Vorausgegangen waren Geheimverhandlungen zwischen der Lagunenstadt und dem Carraresi, bei denen vereinbart worden war, den Carraresi die Signoria über Padua zu überlassen, falls Alberto II. gestürzt werde. Mastino II. sah sich zunächst nicht veranlasst Friedensverhandlungen aufzunehmen. Erst im Herbst des gleichen Jahres sah er sich nach weiteren territorialen Verlusten zum Einlenken gezwungen. Zuvor war Feltre im August an Karl von Luxemburg und Brescia im Oktober an Azzo Visconti verloren gegangen und eine von Ludwig dem Bayern versprochene Hilfe, dem als Pfand der älteste Sohn Mastinos II. Cangrande II. anvertraut worden war, ausgeblieben. Allerdings sollte es noch über ein Jahr dauern, bis die Friedensverhandlungen am 24. Januar 1339 zu einem Abschluss kamen. Bis dahin gingen weitere Gebiete, wie Treviso im Dezember 1338, verloren. Die sich hinauszögernden Friedensgespräche sorgten für Unruhe und stärkten die oppositionellen Bewegungen innerhalb des Scaliger-Reiches. Auch der Bischof von Verona und Cousin Mastinos II, Bartolomeo della Scala, wurde verdächtigt mit Venedig konspiriert zu haben und wurde von Mastino II. im August 1338 eigenhändig ermordet. Nach Ende des fast dreijährigen Konfliktes gingen bis auf Vicenza alle Gebiete in Venetien verloren. Zudem konnten sich die Scaliger noch in Parma und Lucca halten.

#### Niedergang des Scaligerreiches
Mit dem Friedensschluss im Januar 1339 kehrte jedoch keine Ruhe ein. Dazu trug auch Mastino II. bei, der sich nicht mit den Geländeverlusten abfinden wollte. So versuchte er einen Aufstand in Brescia gegen die Mailänder Herren anzustacheln. Im Februar 1339 unterstützte er im familiären Kampf der Visconti Lodrisio gegen Azzo und Luchino Visconti, der in der Schlacht von Parabiago am 15. Februar 1339 seinen Höhepunkt fand und knapp zugunsten von Azzo und Luchino ausging.
Inwieweit sich die Machtverhältnisse zu seinen Ungunsten verändert hatten, unterstreicht ein in der Familiengeschichte der traditionell ghibellinischen Scaliger einmaliger Vorgang. Um politisch und diplomatisch nicht weiter an Boden zu verlieren und eine vollständige Isolation zu riskieren, nahm er über Mittelsmänner Kontakt mit Papst Benedikt XII. auf. Sein Ziel war es, vom Papst das Amt des Vikars für das Apostolische Vikariat in den Städten Verona, Vicenza und Parma zu erhalten, da ihm das Reichsvikariat verwehrt geblieben war.
Nach sich über mehrere Monate hinziehenden Verhandlungen, bei der auch seine nach der Ermordung des Bischofs von Verona ausgesprochene Exkommunikation rückgängig gemacht wurde, wurde ihm das Amt im September 1340 gegen die Bezahlung von 9000 Gulden anvertraut. 1344 wurde ihm das Vikariat unter dem neuen Papst Clemens VI. bestätigt. Das Amt füllte er nicht frei von Spannungen bis zu seinem Tode aus und ließ seine Politik als Herr von Verona nicht unbeeinflusst.
Im Mai 1341 ging Parma verloren. Azzo da Correggio, der im Jahr zuvor noch im Auftrag Mastinos II. die Verhandlungen mit Papst Benedikt XII. geführt hatte, lehnte sich gegen den Scaliger auf. Unterstützt von Robert von Anjou, den Visconti und Florenz vertrieb er die in der Stadt lagernden Scaliger-Truppen.
Gestärkt von der Niederlage der Scaliger, griffen auch die Gonzaga an und besiegten das Scaliger-Heer bei Nogarole Rocca. Im Juni schlossen sich die Gegner der Scaliger zu einem neuen Bund zusammen. 1345 musste Lucca nach Vermittlung von Obizzo III. d’Este an Florenz abgegeben werden. Damit hatte sich des Herrschaftsgebiet Mastinos II. nach neun Jahren und dem Erreichen seiner maximalen Ausdehnung 1336 auf die Signorien von Verona und Vicenza reduziert.
Doch auch danach blieb das Verhältnis zu den Nachbarn, insbesondere zu den Visconti und den Gonzaga angespannt. Erst als die Herren von Mailand Mantua 1348 den Krieg erklärten, verbesserten sich die Beziehungen zu den Viscontis, die mit der Heirat seiner Tochter, Beatrice della Scala, mit Bernabò Visconti 1350 gefestigt schienen. Zumindest trat er nicht dem von Papst angestifteten Bündnis gegen die Viscontis bei, das nach der Übernahme von Bologna durch Giovanni Visconti aufgestellt worden war. Nachdem er noch zuvor Fregnano della Scala an der Spitze seiner Truppen, den päpstlichen Legaten im Kampf um die Romagna gegen die Söhne von Taddeo Pepoli und Herrn von Bologna zu Hilfe geschickt hatte.
Während gegenüber Padua und Venedig die Lage ruhig blieb, musste Mastino II. im Norden viel diplomatisches Geschick bei Streitigkeiten zwischen dem Adel und dem Bischof von Trient aufbringen. Dabei gelang es ihm die Balance zu halten, zwischen seiner Verpflichtung als apostolischer Vikar dem Bischof von Trient militärischen Beistand zu leisten, und die für den Veroneser Handel wichtigen Beziehungen mit dem lokalen Adel nicht zu stark zu strapazieren. Kurz vor seinem Tode arrangierte er die Hochzeit seines ältesten Sohnes Cangrande II. mit der Wittelsbacherin Elisabeth von Bayern, der Tochter Ludwigs des Bayern.

#### Innenpolitik

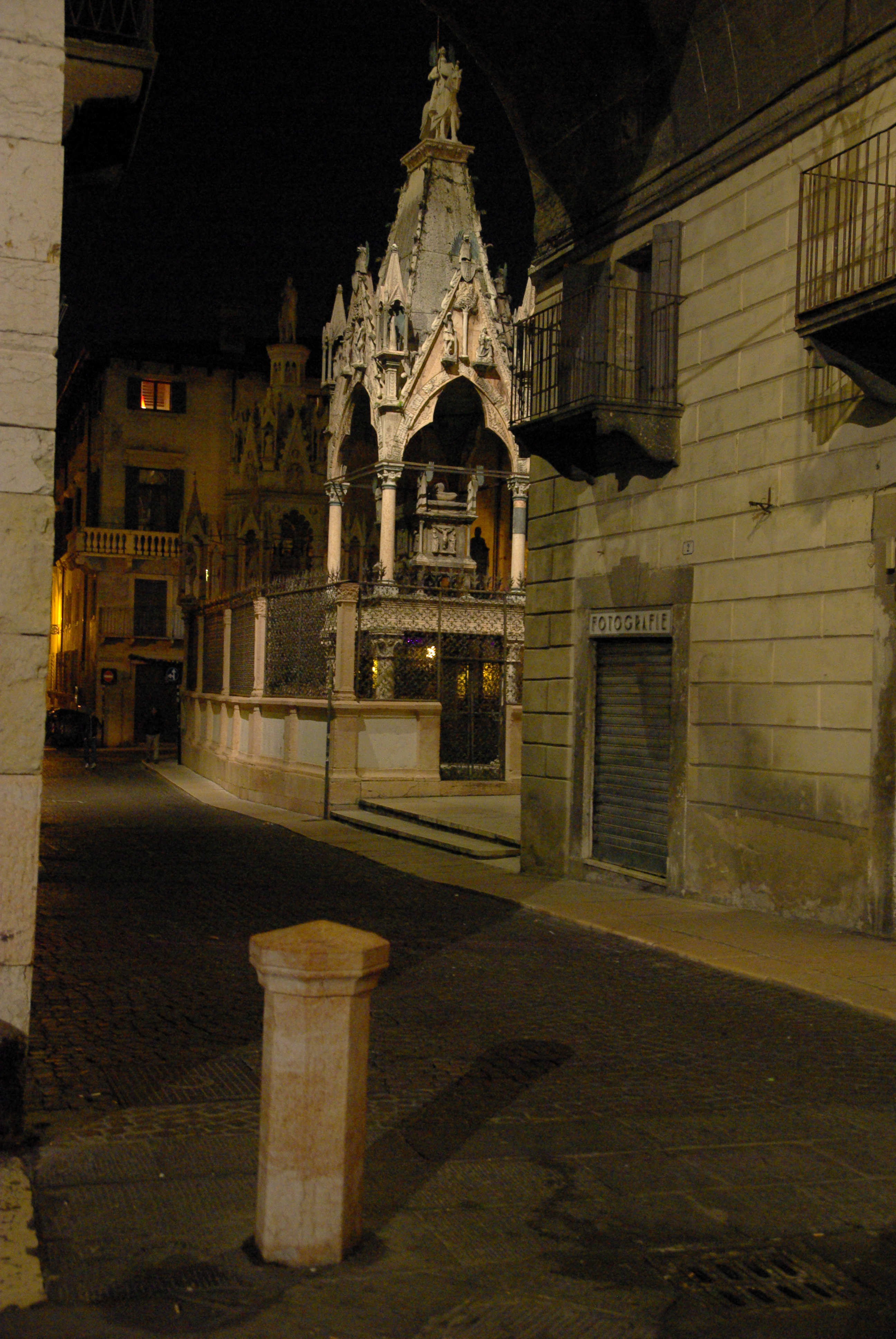
Grabmal von Mastino II.

Über seine innenpolitischen Maßnahmen sind bislang nur spärliche Informationen vorhanden. Bekannt ist, dass die von Mastino II. unterworfenen Städte keine einheitliche Regierungsform aufwiesen. Während er beispielsweise in Vicenza und Treviso eine relativ strenge Kontrolle über die Geschicke der Stadt, auch mit Hilfe der von ihm eingesetzten Podestà ausübte, ließ er in Brescia und Lucca den bestehenden städtischen Institutionen relativ freie Hand.
Weit verbreitet ist die vom zeitgenössischen Geschichtsschreiber Giovanni Villani stammende Notiz, dass Mastino II. und sein Bruder Alberto II. im Jahr 1335 von den unterworfenen Städten Abgaben in Höhen von 700.000 Fiorini eintreiben konnten. Damit wiesen sie 1335 nach dem König von Frankreich die höchsten Steuereinnahmen unter den europäischen Herrscherhäusern vor. Während Mastino II. sich für steuerliche Fragen durchaus interessiert zeigte, schien er an der für die Wirtschaft Veronas wichtigen Manufaktur kein größeres Interesse gezeigt zu haben. Zumindest wurden während seiner über 20-jährigen Regentschaft keine Veränderungen in den Zunftstatuten vorgenommen. Auch dann nicht, als 1348 der „Schwarze Tod“ in Verona Einzug hielt und die bereits durch Kriegsfolgen in Bedrängnis geratene Wirtschaft und die Staatskassen noch weitere schwere Einbußen hinnehmen mussten.
Mastino II. starb am 3. Juni 1351 in Verona. Bereits zu Lebzeiten plante er an seinem monumentalen Grabmal. Er ließ es Mitte der 1340er Jahre im Familiengrab der Scaliger errichten, nachdem er vorher bereits das Grabmal seines Onkels Cangrande I. zu einem Monumentalgrab umgestalten ließ. Mit seinem bereits in der Phase des Niedergangs errichteten Grab, wollte er sich nicht nur über seinen Tod hinaus verherrlicht sehen, sondern es sollte auch den Niedergang der Scaliger verschleiern.

## Rezeption
Mastino II. wird in der Geschichtsschreibung im Allgemeinen als überambitionierter und teils arroganter Herrscher beschrieben, seine Politik als abenteuerlich und prekär bezeichnet. Urteile die bereits zeitgenössische Chronisten über ihn gefällt haben. Emblematisch für seine übersteigerten Ambitionen sind die bereits zu seinen Lebzeiten in Umlauf gebrachten Gerüchte über eine von ihm in Auftrag gegebene Fertigung der italienischen Königskrone.
In einer zeitgenössischen von einem unbekannt gebliebenen Römer um 1357 herausgegebenen Chronik (Cronica dell’Anonimo Romano) wird Mastino II. als eine Art Prototyp des italienischen Tyrannen des 14. Jahrhunderts beschrieben. Negativ über ihn urteilen auch Chronisten aus Florenz, Padua und Venedig, Städte mit denen der Scaliger bekanntlich im Krieg lag. Es fehlen dagegen Notizen über ihn von Angehörigen seines Hofes oder von Seiten derer, die seine Politik mitgetragen haben. Varanini unterstreicht allerdings sein geschicktes und durchdachtes Handeln, mit dem er ein so großes und unterschiedlich strukturiertes Herrschaftsgebiet auch langfristig zusammenzuhalten versuchte.

## Heiraten und Nachkommen
Aus seiner Ehe mit Taddea da Carrara gingen drei Söhne und drei Töchter hervor. Die Söhne Cangrande II., Paolo Alboino und Cansignorio traten gemeinsam die Nachfolge an, auch wenn de facto der älteste Sohn Cangrande II. die Macht allein ausübte. Seine Töchter Beatrice, Verde und Altaluna heirateten einen Visconti, einen Este und einen Wittelsbacher. Von seinen unehelichen Kindern machten sich Pietro, von 1350 bis zum Ende der Scaligerherrschaft 1387 Bischof von Verona, und Fregnano als Condottiere einen Namen. Letzterer versuchte 1354 vergeblich seinen Halbbruder Cangrande II. zu stürzen. Auch seine drei Erben fielen nicht gerade durch brüderliche Nächstenliebe auf. 1359 ermordete der jüngste Sohn Cansignorio seinen ältesten Bruder Cangrande II., gegen den sich auch Paolo Alboino verschworen hatte. Und 1375 ließ Cansignorio kurz vor seinem Tode auch noch seinen zweiten Bruder Paolo Alboino hinrichten.